# Platforma Zvonečník
Ekologická platforma Zvonečník je iniciativa, jež vznikla uvnitř České strany sociálně demokratické během léta 2008. Založili ji biolog Jiří Jakl a politolog Lukáš Kraus s podporou stínového ministra Petra Petržílka a poslance Robina Böhnische. Název a logo platformy je odvozeno od v ČR silně ohroženého druhu rostliny zvonečník hlavatý (lat. Phyteuma orbiculare).
Zvonečník je neformální platformou, která působí při ČSSD, ale otevřela se také členům jiných stran. Patří k ní také občanské sdružení Zvonečník, které je ekologickou organizací podobně jako Arnika, Calla, Veronica či Rezekvítek . Platforma postupně získala i některé členy vedení ČSSD (místopředsedové, předseda) a představuje názorový proud stavící na idejích udržitelného života, čistého prostředí, ochrany přírody, využití odpadů či ekologické dopravy. Tyto ideje jsou promítnuty od roku 2011 do rezolucí platformy, které bývají připomínány formou barevné duhy. Zřejmý je zájem v hledání alternativ, vytváření ekologického know-how a rozvíjení demokratických hodnot otevíráním diskuse.
Zvonečník ve spolupráci s dalšími organizacemi (nejčastěji Masarykovou demokratickou akademií v Lidovém domě či parlamentu) uspořádal velké množství debat s odborníky a politiky k různým tématům (např. Ekologický program - průniky a neshody stran; Komunikace ekologických sdružení s politiky; Uhlí, atom a alternativy; Dopravní stavby v ČR; Změny klimatu; Rozvoj místních ekonomik; Inovace a budoucnost práce; Udržitelná spotřeba; Půda nám mizí před očima; Limity pro těžbu uhlí; Prospěšnost a příležitosti pro zahrádkářství; Uchování a distribuce energie; Ekologický urbanismus; Ekologický provoz obcí a měst; Energetická chudoba; Emise z dopravy - přítrž podvodům a inovace; Potenciály obnovitelných zdrojů energie v ČR), ale také různé autobusové výjezdy (vojenský újezd Brdy, Dymokurské rybníky, divocí kopytníci v Milovicích a zbytky labských meandrů, přírodní památka Na Plachtě a ptačí rezervace Josefovské louky) a menší tematické výpravy. Vydal řadu osvětových letáčků, pořádá či se zapojuje do různých Dní Země pro veřejnost i akcí pro odbornou veřejnost. 
K dlouhodobě řešeným problematikám patří energetická chudoba, voda a krajina, blízkost a ochrana přírody, ekologické vzdělávání, plýtvání a kvalita potravin, klimatické změny a nová ekonomika, emise z dopravy, zahrádkářství, ekologický rozvoj měst a regionů. 

## Známí členové
- intelektuálové: Erazim Kohák, Martin Potůček, Jan Žaloudík, Václav Hořejší, Eva Syková, Josef Šmajs, Jiří Guth Jarkovský, Miroslav Hudec, Ilona Švihlíková, Danuše Kvasničková, Marek Hrubec, Anna Kárníková, Lukáš Jelínek, Čestmír Klos, Patrik Eichler, Tomáš Fiala
- premiéři: Bohuslav Sobotka, Vladimír Špidla
- ministři: Lubomír Zaorálek, Michaela Marksová-Tominová, Jiří Dienstbier
- europoslanci: Pavel Poc, Olga Sehnalová, Zuzana Brzobohatá
- poslanci: Robin Böhnisch, Václav Zemek, Jan Chvojka, Jiří Krátký, Miloš Petera, Gabriela Kalábková, Zdeněk Jičínský
- senátoři: Alena Gajdůšková, Jaromír Jermář, Miroslav Nenutil, Jan Látka, Božena Sekaninová, Pavel Trpák